# 沃倫頓 (喬治亞州)
沃倫頓（英語：Warrenton）是一個位於美國喬治亞州沃倫縣的城市。根據2010年美國人口普查，該地人口為1937人，而該地的面積約為4.90平方千米。同時該地也是沃倫縣的縣治。

## 地理
沃倫頓的座標為33°24′27″N 82°39′46″W / 33.40750°N 82.66278°W，而該地的平均海拔高度為158米（即518英尺）。